# زیردریایی دوریس (کیو ۱۳۵)
زیردریایی دوریس (کیو ۱۳۵) (به انگلیسی: French submarine Doris (Q 135)) یک زیردریایی بود که طول آن ۶۲٫۴۸ متر (۲۰۴٫۹۹ فوت) بود. این زیردریایی در سال ۱۹۲۷ ساخته شد.